# 란트스타트 (기업)

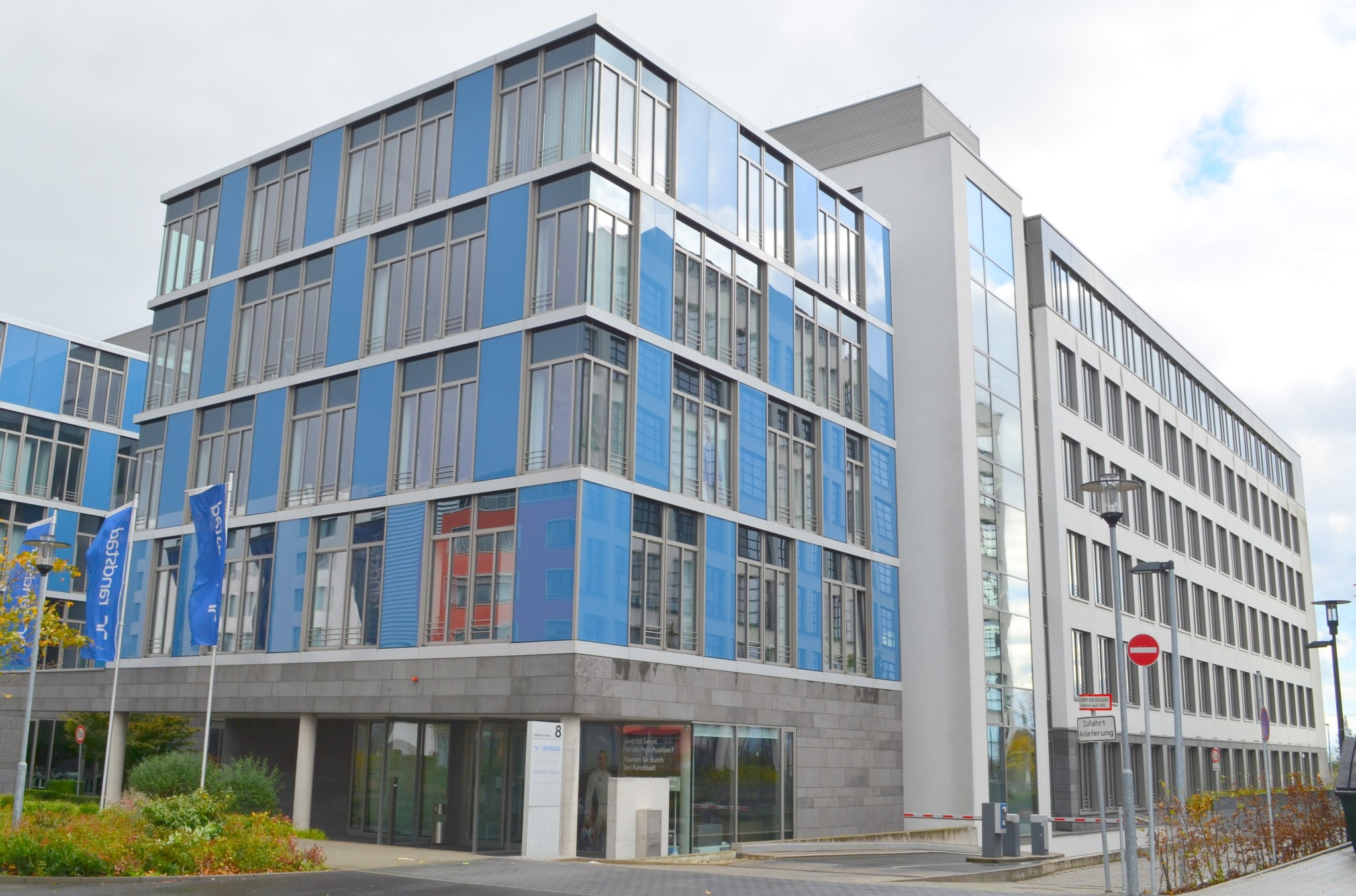

란트스타트(Randstad NV)는 네덜란드 디먼에 본사를 둔 네덜란드의 다국적 인적자원 컨설팅 기업이다. 1960년 네덜란드에서 프리츠(Frits Goldschmeding)에 의해 설립되었으며 약 39개국에서 운영한다. 란트스타트는 유로넥스트 암스테르담의 AEX에서 'RAND'로 등재되어 있다. 설립자 프리츠가 현재 최대 주주이다. 이 기업의 사명은 네덜란드의 란트스타트라는 지역에서 비롯되었다.

## 같이 보기
- 노동거래소
- 채용
- 비정규직